# ハッセ・ミンコフスキーの定理
ハッセ・ミンコフスキーの定理（ハッセ・ミンコフスキーのていり、英語: Hasse–Minkowski theorem）は数論における基本的な結果であり，数体上の2つの二次形式が同値であるための必要十分条件は，すべての座で局所的に同値であること，つまり体（実数体，複素数体，p 進数体など）のすべての完備化上同値であることを述べている．特別な場合として，数体上の二次空間が等方的であることとそれがいたるところ等方的であることは同値である，あるいは同じことであるが，数体上の二次形式が非自明に 0 を表すことと，これがその体のすべての完備化に対して成り立つことは同値である．定理は有理数体の場合にヘルマン・ミンコフスキーによって証明され，ヘルムート・ハッセによって数体に一般化された．同じ主張はさらに一般にすべての大域体に対しても成り立つ．

## 重要性
ハッセ・ミンコフスキーの定理の重要性は数論的問題に答えるためにそれが表す奇抜なパラダイムにある：ある種の方程式が有理数で解を持つかどうかを決定するためには，実数と p 進数の完備体上で解を持つかどうか調べればよく，そのときニュートン法やその p 進類似ヘンゼルの補題のような解析的考察が可能である．これは数論幾何において最も基本的なテクニックのひとつである局所大域原理のアイデアに要約される．

## 二次形式の分類への応用
ハッセ・ミンコフスキーの定理は数体 K 上の二次形式を同値を除いて分類する問題を局所体上の類似だがはるかに簡単な問題の集合に帰着する．非特異二次形式の基本的な不変量は，正の整数であるその次元と，乗法群 K*/K*2 の元である K の平方を法とした判別式である．さらに，K の任意の座 v に対して，完備化 Kv から来る不変量がある．v の取り方に応じて，この完備化は実数 R, 複素数 C, p 進数 Qp となり，それぞれ異なる種類の不変量を持つ：
- R の場合．シルヴェスターの慣性法則により，符号（あるいは慣性の負の指数）は完全不変量である．
- C の場合．同じ次元のすべての非特異二次形式は同値である．
- Qp とその代数拡大の場合．同じ次元の形式はハッセ不変量（英語版）によって同値を除いて分類される．

これらの不変量はある協調性条件を満たさなければならない：パリティ関係式（判別式の符号は慣性の負の指数に一致しなければならない）と積公式（局所–大域関係式）である．逆に，これらの関係式を満たす不変量の各集合に対して，これらの不変量を持つ K 上の二次形式が存在する．